# Caio de Melo Franco
Caio de Melo Franco GOC • GCC • OSE (Montevidéu, 3 de maio de 1896 — Paris, 18 de setembro de 1955) foi um diplomata e escritor brasileiro nascido no Uruguai.

## Biografia
Seu pai, Afrânio de Melo Franco, exercia as funções diplomáticas em Montevidéu, quando nasceu.
Formado pela Faculdade de Direito do Rio de Janeiro em 1918, logo ingressou no Ministério das Relações Exteriores, servindo na Santa Sé, em Paris, em Haia e em Londres. Como Ministro Plenipotenciário, representou o Brasil em Quito (1941), Ottawa (1942) e no Cairo (1945). Na qualidade de embaixador, chefiou as missões diplomáticas brasileiras em Nova Delhi (1949), Lima (1952) e Paris (1953), onde faleceu.
Em sua obra literária destacam-se os volumes de poesias "Urna" (1917), "Vida que Passa" (1924), "Cheiro de Terra" (1949) e "Os Trinta e quatro contos de meu espírito" (1929), este último sob o pseudônimo de Gildo Brasil. Em prosa, publicou: "O Inconfidente Cláudio Manuel da Costa"; "O Parnaso Obsequioso e as Cartas Chilenas" (1931) e "Via Latina" (1933).
A 20 de Janeiro de 1934 foi feito Oficial da Ordem Militar de Sant'Iago da Espada, a 5 de Agosto de 1940 foi feito Grande-Oficial da Ordem Militar de Cristo e a 26 de Junho de 1951 foi elevado a Grã-Cruz da Ordem Militar de Cristo de Portugal.